# المسيحية في فيجي

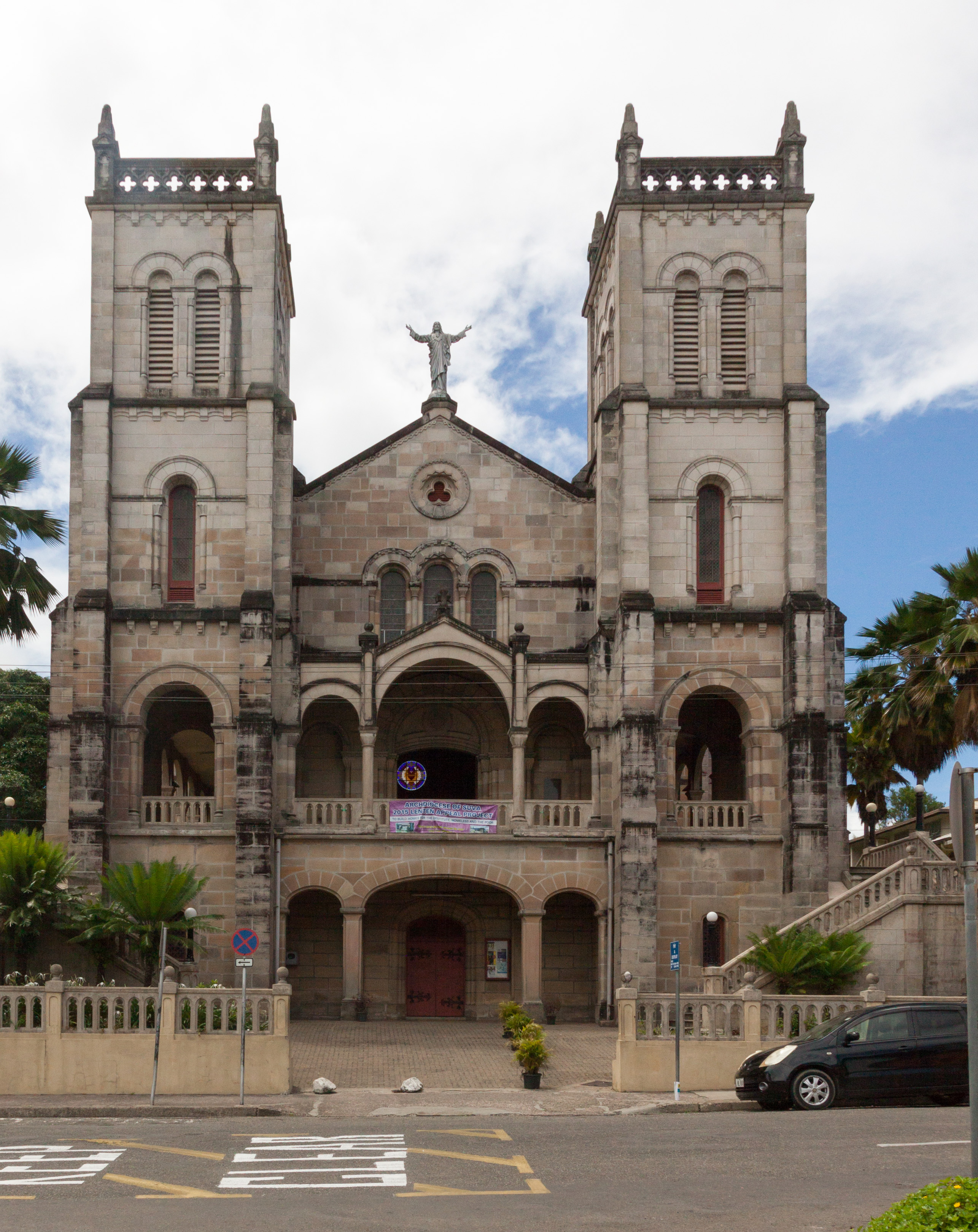
كاتدرائية القلب المقدس في العاصمة سوفا.

المسيحية في فيجي هي الديانة السائدة والمهيمنة، وفقًا لتعداد عام 2007 كانت نسبة المسيحيين في فيجي تصل إلى حوالي 64.5% (منهم 34.6% ميثوديون، وحوالي 9.1% كاثوليك، وحوالي 4% خمسينيون، وحوالي 3.9% أدفنتست، وحوالي 0.8% أنجليكان، وحوالي 10.4% مسيحيون آخرون)، يليهم الهندوس بنسبة 27.9%، والمسلمون بنسبة 6.3%، والسيخ بنسبة 0.3%، أمّا نسبة أتباع الديانات الأخرى أو الغير محددة فتصل 0.3%، في حين شكل الملحدون حوالي 0.7% من مجمل السكان آنذاك. يعتبر الدين في جزر فيجي واحد من الاختلافات الرئيسية بين سكان فيجي الأصليين والفيجيين الهنود، حيث ينتمى أغلب سكان فيجي الأصليين إلى الدين المسيحي (بنسبة 97.2% وذلك حسب إحصاء 1996)، أما الفيجيون الهنود فأغلبيتهم من الهندوس (70.7%) في حين يشكل المسلمون (17.9%).
وصلت المسيحية إلى فيجي عبر تونغا، والتي كانت أكثر تقبلاً للزوار الأوروبيين. ومع تنامي نفوذ تونغا في مجموعة لاو في فيجي، ازدادت كذلك نفوذ المسيحية خصوصاً في ظل حكم الأمير التونغي إنيللي مافو، وقد تعزز تقدم الدين المسيحي بشكل أكبر من خلال تحول سيرو إيبينيزا كاكوباو الزعيم الصاعد في باو إلى الديانة المسيحية. وشهد التنازل عن العرش في عام 1874 دوراً مهيمناً داخل المجتمع الفيجي حيث تم استبدال الدين القديم الإحيائي تدريجياً بالإيمان المسيحي الجديد، وتم هدم معابد البوري كالو وحلًّت في مكانها الكنائس. شهدت البلاد خلال الفترة الممتدة من أواخر ثمانينيات القرن العشرين حتى أوائل القرن الواحد والعشرين عدة انقلابات واضطرابات طائفية بين المسيحيين والهندوس. تعترف فيجي بالعديد من الأعياد المسيحية كعطل رسمية مثل عيد القيامة وعيد الميلاد.

## تاريخ

### القرن التاسع عشر

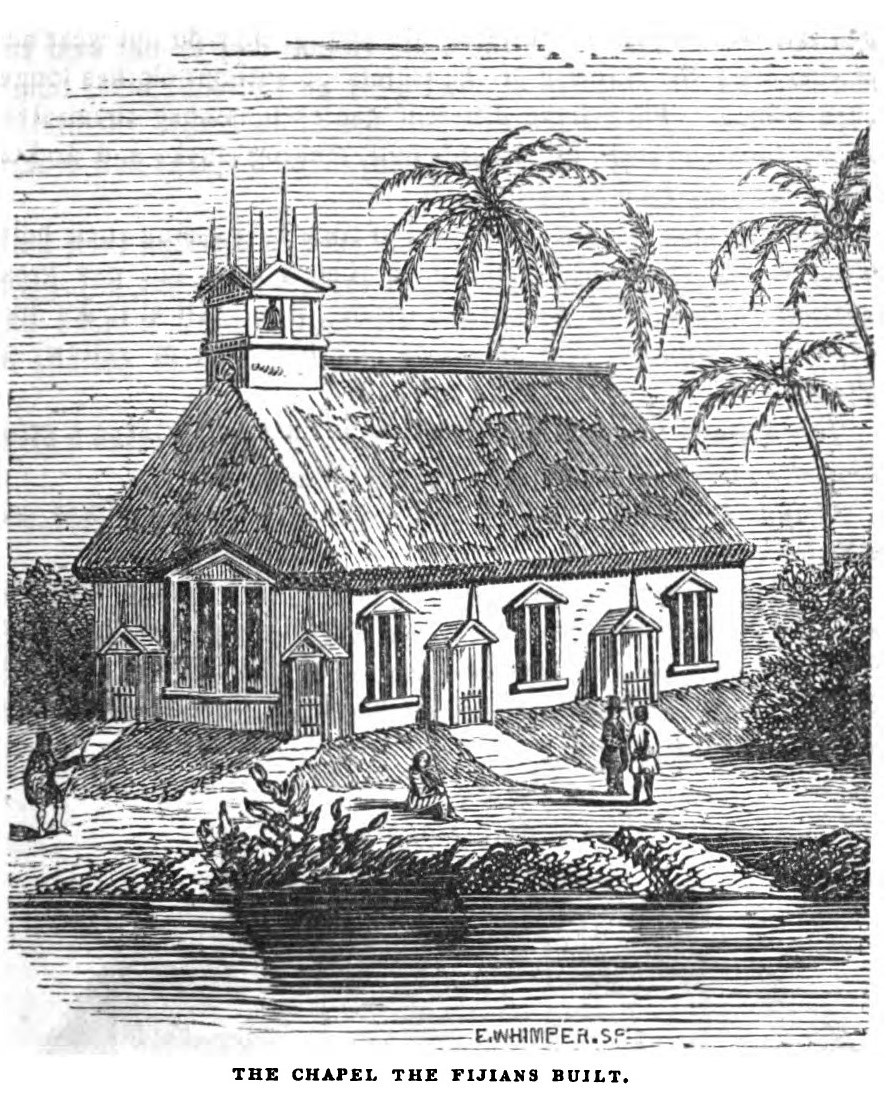
رسمة للمصلى الفيجي؛ من كتاب الرحلة التبشيرية للعمة إليزابيث.

بحسب دراسة نشرت في عام 2018 حول انتشار المسيحية في أوقيانوسيا وعبر جزر المحيط الهادئ، تزامن انتشارها في جميع أنحاء المحيط الهادئ مع إقامة طرق التجارة والاستعمار الأوروبي للمنطقة، والذي وفقاً للبروفيسور كوينتين اتكينسون من جامعة أوكلاند من الصعب فصله. ولكنه يضيف «أعتقد أنه عندما تنظر إلى عدد كبير من المجموعات، كل ذلك بظروف مختلفة قليلاً، يمكنك أن تستوعب بعض الاختلافات في الإستراتيجية الاستعمارية وأن تنظر فقط إلى الاختلافات في أوقات التحويل». وبحسب الدراسة فإن تلك الثقافات والمجتمعات في أوقيانوسيا والتي كان لديها هيكل سياسي قوي مع قائد واضح كانت أكثر احتمالاً للتحول إلى المسيحية بسرعة أكبر.
وصل المبشرون المسيحيون مثل ديفيد كارجيل من جمعية لندن التبشيرية في عقد 1830 من مناطق التي تم تحويلها إلى المسيحية مؤخرًا مثل تونغا وتاهيتي، وبحلول عام 1840 نمت المستوطنة الأوروبية في ليفوكا لتشكل حوالي 40 منزلاً. وكان التحول الديني للفيجيين عملية تدريجية تمت ملاحظتها عن كثب من قبل النقيب والمستكشف تشارلز ويلكيس. كتب تشارلز ويلكيس أنه «يبدو أن جميع الرؤساء ينظرون إلى المسيحية على أنها تغيير لكثير ما سيخسروه وقليلاً ما سيكسبونه». تم الضغط على الفيجيين المتنصرين، بالإضافة إلى التخلي عن معتقداتهم الروحية، لقطع شعرهم القصير، واعتماد شكل سولو من اللباس من تونغا وتغيير زواجهم وتقاليد الجنازة بشكل جذري. كانت عملية التغيير الثقافي القسري تسمى اللوتو.
كان عقد 1840 وقت الصراع حيث حاولت مختلف عشائر فيجي تأكيد الهيمنة على بعضها البعض. في نهاية المطاف، تمكن أمير حرب باسم سيرو إيبينيزا كاكوباو من جزيرة با من أن يصبح له تأثيرًا قويًا في المنطقة. في عام 1850 أعلن الحرب على جميع المسيحيين بعدما قام بطرد الأوروبيين، لكن تم إحباط خططه بعد أن تلقى المبشرون في فيجي الدعم من التونغيين الذين كانوا قد أعتنقوا المسيحية بالفعل وبسبب وجود سفينة حربية بريطانية. قام الأمير التونغي إنيللي مافو، وهو مسيحي، بالسيطرة على جزيرة لاكيبا في أرخبيل لاو في عام 1848، حيث حوّل السكان المحليين قسراً إلى الكنيسة الميثودية.
اعتبر سيرو إيبينيزا كاكوباو ورؤساء آخرون في غرب فيجي إنيللي مافو تهديدًا لسلطتهم وقاوموا محاولاته لتوسيع هيمنة تونغا. ومع ذلك، بدأ تأثير سيرو إيبينيزا كاكوباو في التلاشي بسبب فرضه ضرائب شديدة على زعماء الفيجيين الآخرين، والذين رأوه في أحسن الأحوال كأول بين المتساوين، مما تسبب ذلك في الانشقاق عنه. اعتنق سيرو إيبينيزا كاكوباو المسيحية لاحقاً على يد المبشر الميثودي جيمس كالفيرت، وتأثيراً بالتعاليم المسيحية حرّم ومنع أكل المثيل في عام 1854، وأدعى اعتناقه المسيحية إلى تحول الكثير من العشائر المسيحية وزعماؤها إلى المسيحية. خلال تلك الحقبة قامت عشائر كاي كولو بشن غارات متكررة على مستوطنات البيض والمسيحيين الفيجيين في جميع أنحاء منطقة جزيرة با. في أوائل عام 1875 التقى المسؤول الاستعماري إدغار ليوبولد لايارد بآلاف من عشائر المرتفعات في نافوسو في فيتي ليفو لإضفاء الطابع الرسمي على إخضاعهم للحكم البريطاني والدين المسيحي. بدأت الهجرة الهندية على نطاق واسع إلى فيجي في عام 1879، وبدأت البعثة الهندية الميثودية عملها في عام 1892.

### العصور الحديثة

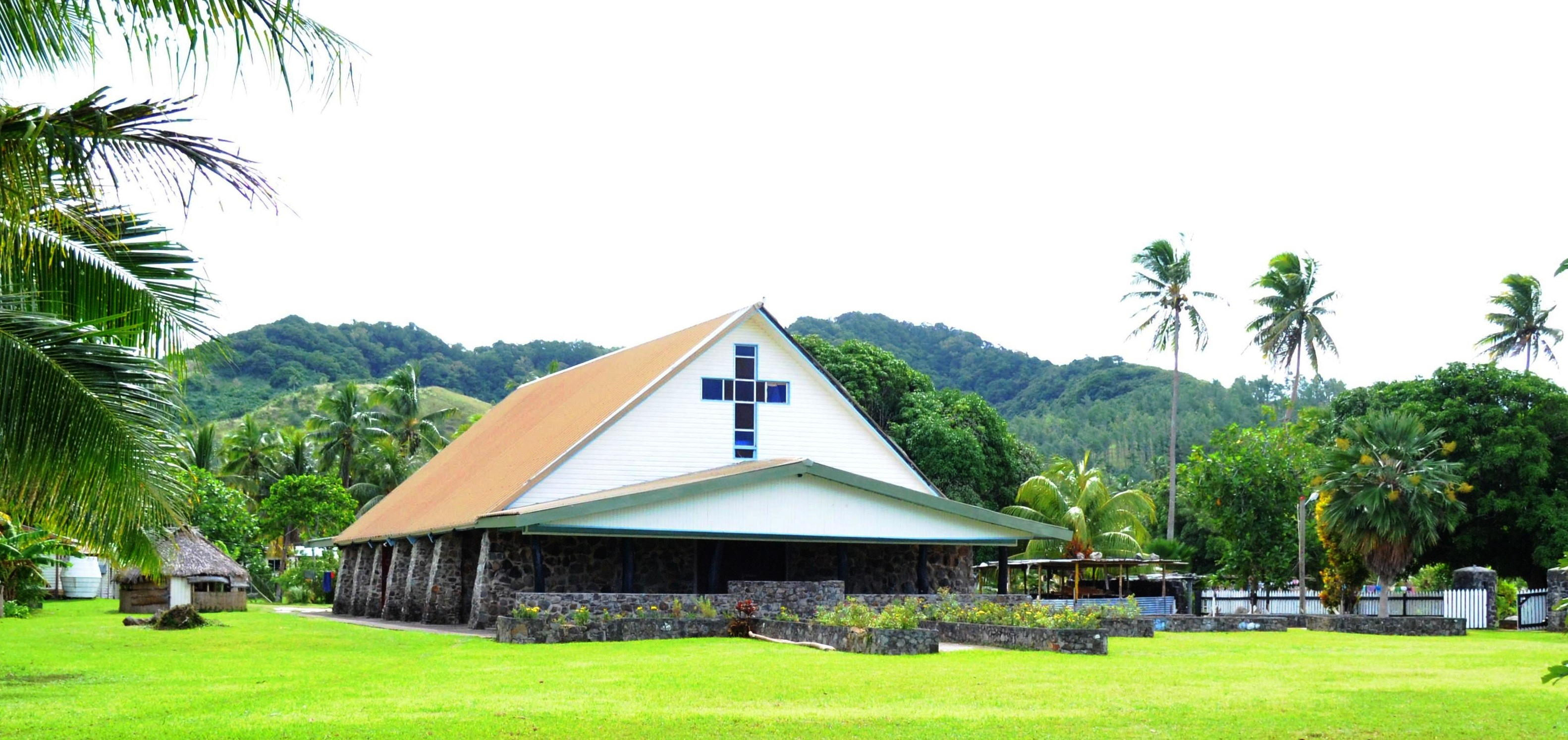
كنيسة بروتستانتية في جزيرة فانوا بالافو.

في عام 1964 أصبحت الكنيسة الميثودية في فيجي كيانًا مستقلاً، وفي 1970 حصلت البلاد على الاستقلال من المملكة المتحدة. وأصبحت للكنيسة الميثودية علاقة وثيقة مع القوات المسلحة الفيجية، حيث كانت للكنيسة مشاركة في الانقلابات الأربعة في العقدين الماضيين مشاركة الكنيسة. في وسط كل انقلاب كان التوتر بين الفيجيين العرقيين والفيجيين الهنود السمة البارزة. شهدت البلاد خلال الفترة الممتدة من أواخر ثمانينيات القرن العشرين حتى أوائل القرن الواحد والعشرين عدة انقلابات واضطرابات طائفية بين المسيحيين والهندوس، وتعرض الهندوس خلالها للاضطهاد، واضطر الكثير منهم للهجرة إلى بلدانٍ أخرى. حيث لعب الدين دورًا مهمًا، لأن غالبية الفيجيين العرقيين ينتمون إلى الكنيسة الميثودية بينما غالبية الفيجيين الهنود هم من الهندوس. وفي كل من الانقلابات الأربعة، سعى أحد الجانبين إلى الحد من حقوق الفيجيين الهنود، في حين سعى الجانب الآخر إلى منح المساواة للفيجيين الهنود. أدّى الانقلاب الذي قام به العقيد سيتيفيني رابوكا في عام 1987 إلى دستور يضمن فيه الفيجيين الهنود يحصلوا على أقل من نصف جميع المقاعد في البرلمان في حين حظرّ على الهنود منصب رئيس الوزراء. أطاح انقلاب عام 2000، من قبل جورج سبايت، رئيس الوزراء المنتخب ماهيندرا تشودري، هندوسي من أصل هندي.

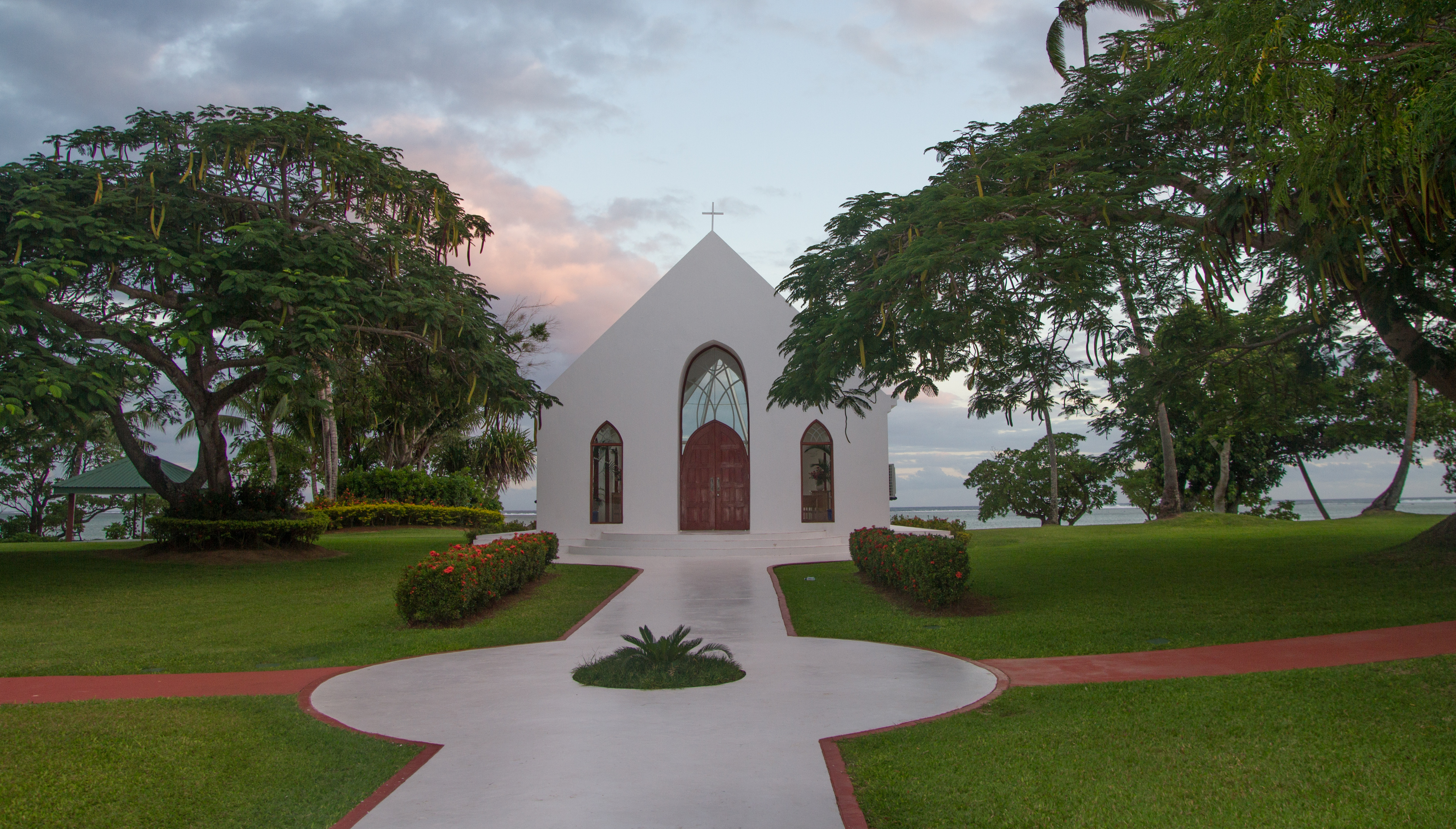
كنيسة المنتجع السياحي شانغريلا فيجيان في جزيرة فيتي ليفو.

دعمت الكنيسة الميثودية القوية الانقلابات الثلاثة الماضية (في عام 1989 وعام 2009 وعام 2005)، هناك بعض الأصوات داخل الكنيسة الميثودية أثارت إمكانية إعلان فيجي دولة مسيحية ثيوقراطية. وقد أدى ذلك إلى جعل خوسايا فوريك «فرانك» بينيماراما، زعيم انقلاب ديسمبر من عام 2006، في صراع مع الكنيسة الميثودية في الماضي. وذكر القس توكيلاكيلا واكياراتو من مجلس الكنائس في فيجي وجمعية الكنائس المسيحية أن انقلاب عام 2006 «غير مسيحي» وأنه «مظهر من مظاهر الظلام والشر» وأشار إلى أن «52% من الفيجيين هم مسيحيون ويتم تقويض القيم المسيحية للبلاد». تلعب الكنيسة الميثوديَّة دورًا رئيسيًا في الحياة السياسة والقرار السياسي في فيجي. في كثير من الأحيان، بعض السياسيين يخاطبون الفيجيين بأنهم «مسيحيون» حصرًا، على الرغم من أن الهندوس يمثلون 27.9% من سكان البلاد. وقع الهندوس، والذين يُطلق عليهم «الخارجون الآخرون»، خاصةً في أعقاب انقلاب مايو من 2000، ضحية للأصوليين والوطنيين الفيجيين الذين يرغبون في إنشاء دولة مسيحية ثيوقراطية في فيجي، وهي خطوة أدت إلى تأجيج المشاعر المعادية للهندوسية في البلاد. هناك اختلافات ثقافية واجتماعية ودينية معتبرة بين الفيجيين الأصليين والفيجيين الهنود، على سبيل المثال المسيحيون في فيجي (السكان الأصليين في المقام الأول)، يختنون ذكورهم في الغالب رغم أن شريعة الختان قد أسقطت في العهد الجديد أي أن مختلف الكنائس لا تلزم أتباعها بها، حيث أن الغالبية من مسيحيين فانواتو الذكور مختونين لأسباب ثقافية. في حين أن ختان الذكور نادر الإنتشار بين السكان الهندوس ذوي الأصول الهندية في الجزيرة.

## الطوائف المسيحية

### البروتستانتية

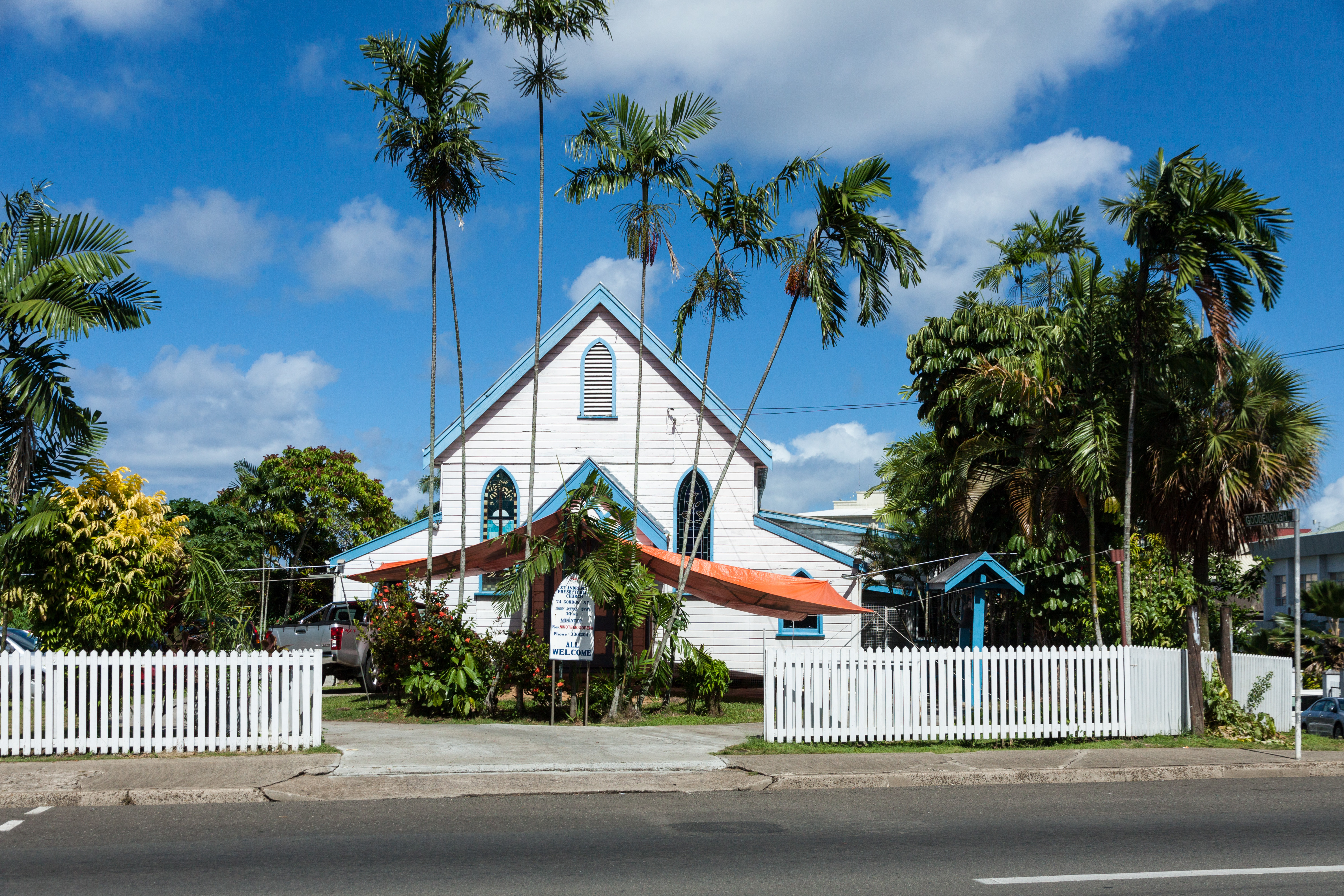
كنيسة القديس أندراوس في العاصمة سوفا.

البروتستانتية هي أكثر المذاهب المسيحية اننشاراً في فيجي، ويشكلون حوالي 52.9% من السكان وفقاً لتقديرات مركز بيو للأبحاث عام 2010. وبحسب التقديران فإنّ أكبر طائفة مسيحية في البلاد هي الكنيسة الميثودية لفيجي وروتوما، وهي جنبًا إلى جنب مع النظام الرئيسي والحكومة الفيجية، تشكل الكنيسة الميثودية جزءًا رئيسيًا من هيكل السلطة الاجتماعية في فيجي. وينتمى إليها 36.2% من مجموع السكان (وينتمي إليها ثلثي الفيجيين الأصليين تقريبًا) وحصتها من السكان أعلى من أي طائفة أو دين آخر، يليهم بين الطوائف البروتستانتية أتباع تجمعات الرب وهي شكل من أشكال الإنجيلية الخمسينية ويُشكلون حوالي 4%، وتصل نسبة الأدفنتست أو السبتيون إلى حوالي 2.9%. فيجي هي أيضًا هي معقل للأبرشية الأنجليكانيَّة البولينيزية وهي جزء من الكنيسة الأنجليكانية في نيوزيلندا وبولنيزيا، وتضم الطوائف البروتستانتية المختلفة في البلاد على أعداد صغيرة من الفيجيين الهنود حيث أن المسيحيين يُشكلون حوالي 6.1% من مجمل الفيجيون الهنود، منهم حوالي 26.2% أعضاء في الكنيسة الميثودية وحوالي 22.3% أعضاء في تجمعات الرب وحوالي 17% أعضاء في الكنيسة الأنجليكانية.

### طوائف مسيحية أخرى
الكنيسة الكاثوليكية الفيجيَّة هي جزء من الكنيسة الكاثوليكية العالمية في ظل القيادة الروحية للبابا في روما. العديد من النشاط التبشيري للرومان الكاثوليك كان يتم عن طريق النيابة الرسولية لفيجي والتي منذ ذلك الحين، تمت إعادة تسميتها إلى أبرشية العاصمة (مطرانية) سوفا، والتي تمتد على كامل فيجي. وفقاً لتعداد السكان عام 2007 يشكل الكاثوليك حوالي 9.1% من السكان أي حوالي 76,465 نسمة. أظهر تعداد عام 1996 أن ما يزيد قليلاً عن 75% من الكاثوليك هم فيجيين أصليين وحوالي 5% هم هنود فيجيين، إلى جانب أقلية صغيرة من أصول أوروبيَّة ذات حضور اقتصادي بارز. ويتوزع كاثوليك البلاد على أبرشية راروتونجا وأبرشية تاراوا وناورو التي تخضع لأسقفية سوفا.
تصل نسبة كنيسة يسوع المسيح لقديسي الأيام الأخيرة (المورمون) إلى حوالي 2.2% من السكان، وبدأت تنمو العضوية بشكل جدي في عقد 1950 حيث ركزت الكنيسة على الجهود التبشيرية بين سكان جزر فيجي الأصليين.

## ديموغرافيا

### التعداد حسب السنوات

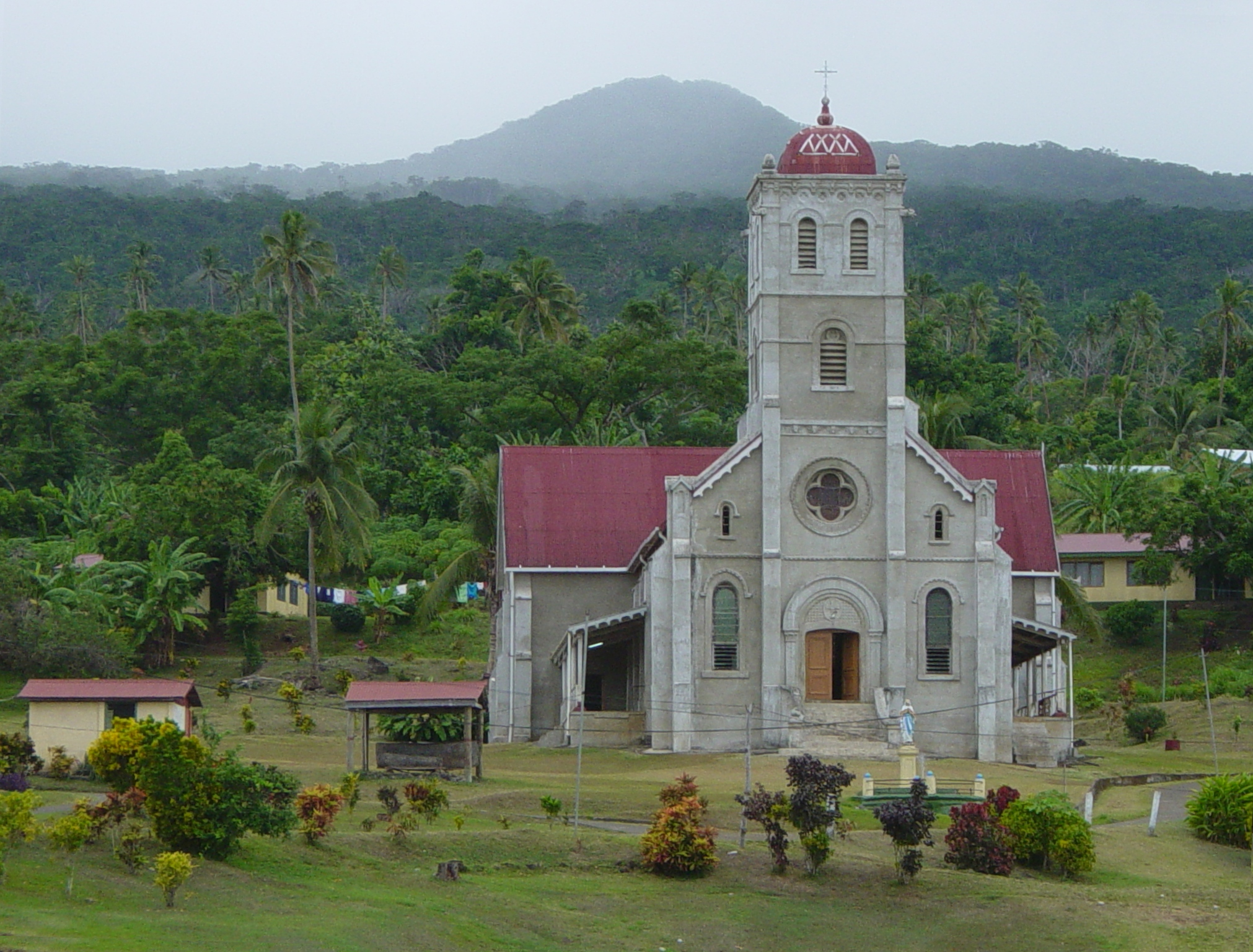
كنيسة البعثة في جزيرة تافيوني.

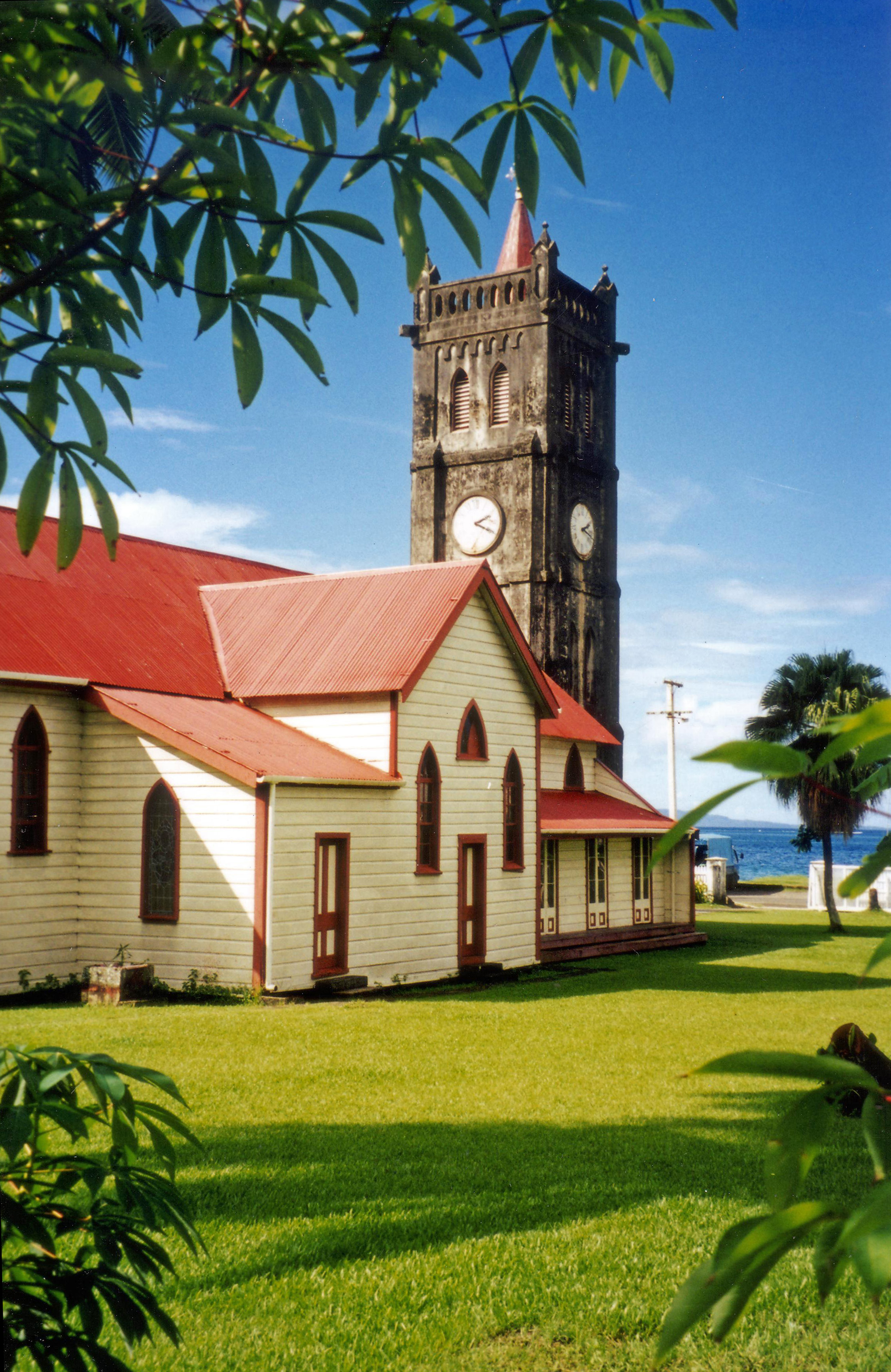
كنيسة القلب الأقدس في جزيرة أوفالو.

| الديانة        | 1996    | 1996 % | 2007    | 2007 % |
| -------------- | ------- | ------ | ------- | ------ |
| الأنجليكانية   | 6,325   | 0.8%   | 6,319   | 0.8%   |
| الخمسينية      | 31,072  | 4.0%   | 47,791  | 5.7%   |
| الكاثوليكية    | 69,320  | 8.9%   | 76,465  | 9.1%   |
| الميثودية      | 280,628 | 36.2%  | 289,990 | 34.6%  |
| الأدفنتست      | 22,187  | 2.9%   | 32,316  | 3.9%   |
| مسيحيون آخرون  | 39,950  | 5.2%   | 86,672  | 10.4%  |
| الهندوسية      | 261,097 | 33.7%  | 233,414 | 27.9%  |
| السيخية        | 3,067   | 0.4%   | 2,540   | 0.3%   |
| الإسلام        | 54323   | 7.0%   | 52505   | 6.3%   |
| أديان أخرى     | 1,967   | 0.3%   | 2,181   | 0.3%   |
| لادينية        | 5,132   | 0.7%   | 7,078   | 0.8%   |
| مجمل المسيحيون | 449,482 | 58.0%  | 539,553 | 64.4%  |
| مجمل السكان    | 775,068 | 100%   | 837,271 | 100%   |

### تعداد عام 2006
| الديانة                                 | الفيجيون الأصليين | الفيجيون الأصليين | الفيجيون الهنود | الفيجيون الهنود | آخرون  | آخرون | مجمل    | مجمل  |
| الديانة                                 | 393,575           | %                 | 338,818         | %               | 42,684 | %     | 775,077 | %     |
| ميثودية                                 | 261,972           | 66.6              | 5,432           | 1.6             | 13,224 | 31.0  | 280,628 | 36.2  |
| الكنيسة الكاثوليكية                     | 52,163            | 13.3              | 3,520           | 1.0             | 13,637 | 31.9  | 69,320  | 8.9   |
| خمسينية                                 | 24,717            | 6.2               | 4,620           | 1.4             | 1,735  | 4.1   | 31,072  | 4.0   |
| الأدفنتست                               | 19,896            | 5.1               | 572             | 0.2             | 1,719  | 4.0   | 22,187  | 2.9   |
| أنجليكانية                              | 2,508             | 0.6               | 1,208           | 0.4             | 2,609  | 6.2   | 6,325   | 0.8   |
| شهود يهوه                               | 4,815             | 1.2               | 486             | 0.1             | 801    | 1.9   | 6,102   | 0.8   |
| كنيسة يسوع المسيح لقديسي الأيام الأخيرة | 2,253             | 0.6               | 633             | 0.2             | 589    | 1.4   | 3,475   | 0.4   |
| الكنيسة المعمدانية                      | 695               | 0.2               | 382             | 0.1             | 219    | 0.5   | 1,296   | 0.2   |
| جيش الخلاص                              | 628               | 0.2               | 251             | 0.1             | 110    | 0.3   | 989     | 0.1   |
| مشيخية                                  | 105               | 0.0               | 90              | 0.0             | 188    | 0.4   | 383     | 0.0   |
| مسيحيون آخرون                           | 12,624            | 3.2               | 2,492           | 0.7             | 2,969  | 7.0   | 18,085  | 2.3   |
| مجمل المسيحيون                          | 390,380           | 99.2              | 20,719          | 6.1             | 38,383 | 89.9  | 449,482 | 58.0' |